# John Wick: Chapter 3 – Parabellum
John Wick: Chapter 3 – Parabellum (även känt som John Wick: Chapter 3 och John Wick 3) är en amerikansk actionthrillerfilm med Keanu Reeves i huvudrollen som John Wick. Det är den tredje delen i filmserien John Wick, och uppföljaren till John Wick (2014) och John Wick: Chapter 2 (2017). Filmen är regisserad av Chad Stahelski och skriven av Derek Kolstad, Shay Hatten, Chris Collins och Marc Abrams. Filmens biroller spelas av Halle Berry, Laurence Fishburne, Mark Dacascos, Asia Kate Dillon, Lance Reddick, Anjelica Huston och Ian McShane. I filmen flyr den före detta lönnmördaren John Wick från ett flertal lönnmördare efter att fått ett pris på 14 miljoner dollar på hans huvud.
John Wick: Chapter 3 – Parabellum hade biopremiär i USA den 17 maj 2019 av Summit Entertainment. Den tjänade in omkring 293 miljoner dollar från över hela världen och fick positiva recensioner från recensenter, som berömde filmens actionscener, visuella stil och Reeves skådespel.

## Rollista
- Keanu Reeves − Jonathan "John" Wick / Jardani Jovonovich
- Ian McShane − Winston
- Mark Dacascos − Zero
- Laurence Fishburne − The Bowery King
- Asia Kate Dillon − Adjudicator
- Halle Berry − Sofia
- Lance Reddick − Charon
- Anjelica Huston − Director
- Saïd Taghmaoui − Elder
- Jerome Flynn − Berrada
- Cecep Arif Rahman − Shinobi #1
- Yayan Ruhian − Shinobi #2
- Boban Marjanović − Ernest
- Randall Duk Kim − Doctor